# Antonio Pin
Antonio Pin (Fossalta di Piave, 3 settembre 1928 – Padova, 5 febbraio 2012) è stato un allenatore di calcio e calciatore italiano, di ruolo portiere.
A tutt'oggi è l'estremo difensore con più presenze nella storia del Calcio Padova.

## Carriera

Aurelio Scagnellato (a sinistra) e Antonio Pin seduti sui gradini dell'Appiani.

### Calciatore
Inizia a giocare prima al Sandonà poi al Fossalta. Dal 1947 passa alla Luparense in Serie C e dal 1949 al 1952 alla Mestrina sempre in Serie C. Dopo essere stato vicino a vestire le maglie di Torino prima e Inter poi, nella stagione 1952-1953 passa all'Udinese. La stagione successiva passa alla Sampdoria per poi andare nel 1957 al Padova. A Padova ci rimarrà per ben sei stagioni per un totale di 187 presenze, tutte agli ordini di Nereo Rocco. Finita l'esperienza a Padova gioca 2 stagioni al Vicenza sempre in Serie A dal 1962 al 1964 (6 presenze) dove conclude la carriera. Non ha mai giocato in Serie B.

### Allenatore
Rimane a Vicenza dove inizia nel 1965 con il ruolo di direttore tecnico per poi diventare allenatore dei vicentini nella stagione 1966-1967 in Serie A. Nel 1967 passa al Potenza in Serie B. Dal 1968 al 1972 è l'allenatore del Petrarca. Dopo i quattro anni al Petrarca allena in Serie D prima il Caorle poi il Dolo. Nel 1976 torna a Padova ma questa volta con i biancoscudati prendendo in mano la squadra ultima in classifica e salvandola. Allena poi il Belluno e l'Abano in Serie D dove chiude la carriera a causa di uno spasmo vascolare.

## Gli ultimi anni
Affetto dalla malattia di Alzheimer, da due anni era ricoverato nelle case di accoglienza della Mandria (quartiere di Padova). È morto a 83 anni la notte tra il 4 e 5 febbraio 2012.

## Palmarès

### Giocatore

#### Competizioni regionali
- Promozione: 1

Luparense: 1948-1949